# 14120 Еспенак
14120 Еспенак (14120 Espenak) — астероїд головного поясу, відкритий 27 серпня 1998 року.
Тіссеранів параметр щодо Юпітера — 3,524.